# Cranenbroek
Cranenbroek was een kasteel bij de Nederlandse plaats Heiloo, provincie Noord-Holland. De voormalige kasteelplaats is nog herkenbaar en heeft de status van rijksmonument.

## Geschiedenis
Het kasteel is waarschijnlijk in de 14e eeuw gebouwd. Floris van Cranenbroek (†1393) had het huis aanvankelijk in eigen bezit, maar droeg het in leen op aan Arnoud van Egmond. Floris' zoon Willem volgde zijn vader op en werd vervolgens met het huis Cranenbroek beleend door de heer Van Egmond. Willem trouwde met Meijne van der Does en kreeg een zoon Gerrit, die in 1411 met het huis werd beleend maar het overdroeg aan zijn broer Claes van Cranenbroek.
In 1451 werd Adriaen, zoon van Claes, met het kasteel beleend. Hij droeg in 1455 het leen over aan Dirk van Rietwijk die het echter zelf ook weer doorgaf. De nieuwe eigenaar was Adam van Cleve Dirksz, secretaris van hertog Filips. Adam was getrouwd met Johanna, die overigens weer afkomstig was uit de familie Van Cranenbroek. Het stel kreeg een dochter Anna, die het kasteel inbracht bij haar huwelijk met Tijman van der Mije. Hun zoon Jan van der Mije werd in 1477 met het kasteel Cranenbroek beleend.
De laatste Van der Mije was Clara, die in in 1559 met het kasteel werd beleend. Zij trouwde in 1578 met Adam van der Duijn, met wie ze een dochter Machteld kreeg. Dankzij het huwelijk van Machteld met Antonis van Wassenaer kwam het kasteel in zijn familie terecht. Cranenbroek was in 1573 overigens afgebrand tijdens het beleg van Alkmaar.
In 1731 kreeg Jacob Philip van Boetselaer in 1731 het kasteelterrein met boerderij in bezit, maar hij leek er weinig interesse in te hebben en droeg het in 1754 over een mr. Adriaan Baart. Diens zoon Jacob erfde Cranenbroek in 1763 en werd twee jaar later - toen hij meerderjarig werd - met het goed beleend. In 1797 volgde zijn zoon Adriaan hem op. Dit zou de laatste belening worden, want door de afschaffing van het feodale stelsel in de Franse tijd werd Adriaan Baart nu volledig eigenaar van het goed. Na het overlijden van Adriaan Baart kocht Pieter Nijhof in 1807 Cranenbroek. In 1813 moest Jacob Nijhof het goed met verlies verkopen aan Petrus de Sonnaville.

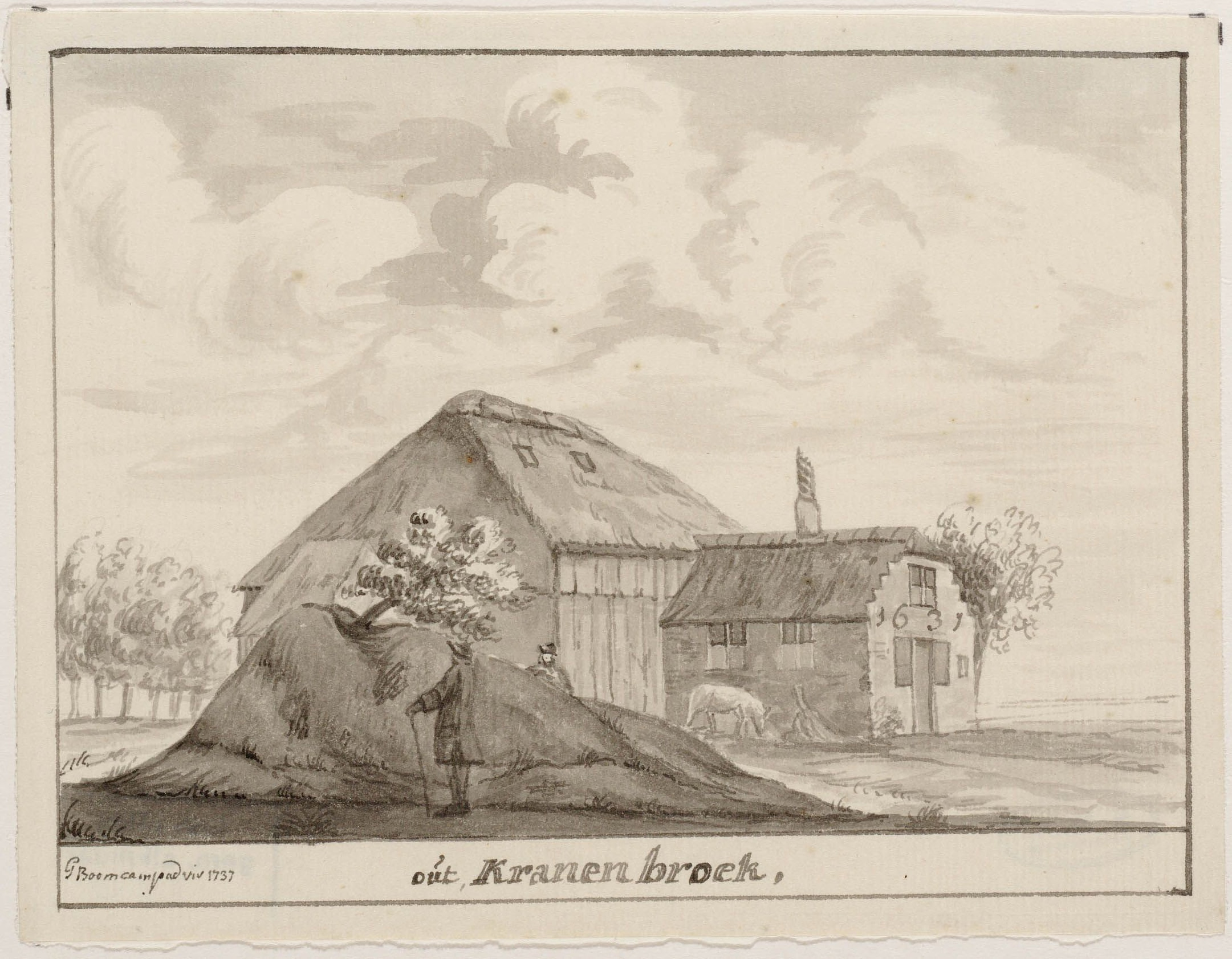
'Out Kranenbroek', door Gijsbert Boomkamp in 1737 getekend

De familie De Sonnaville bleef eigenaar van Cranenbroek tot 1925. Het werd vervolgens geveild en kwam in handen van Proveniershuis van Palinc en Foreest. In de jaren 70 van de 20e eeuw kwam het terrein in bezit van Natuurmonumenten.

## Beschrijving
Het kasteel is in 1573 tijdens het beleg van Alkmaar afgebrand.
Een tekening van Andries Schoemaker uit het eerste kwart van de 18e eeuw laat een eilandje zien met daarop een ruïne. Ook maakte hij een tekening van het kasteel zoals het er uitgezien moest hebben: een herenhuis met een torentje. Dit huis is ook zo door Jacobus Stellingwerff afgebeeld.
In 1737 bleek er bij een bezoek door Gijsbert Boomkamp nog slechts een boerenwoning te staan met een achterhuis; de muurankers gaven 1631 aan als bouwjaar. De voormalige kasteelplaats was als een heuveltje herkenbaar.
De huidige boerderij en schuur zijn in 1755 gebouwd en maken deel uit van het rijksmonument Nijenburg.
Het voormalige kasteelterrein is herkenbaar als omgrachte boomgaard.
Adrichem · Aelbrechtsberg · Akersloot · Amstel · Amsterdam · Assendelft · Assumburg · Banjaert · Beeckestijn · Berkenrode · Boekel · Bollenhofstede · Ten Bosch · Brederode · Caprera · Ter Coulster · Cranenbroek · Dampegeest · Eenigenburch · Egmond · Heemstede · Hilversum · Ilpenstein · Jan Aernts woninge van Bennebroek · Keggenrode · Ter Kleef · Kostverloren · Kronenburg · Marquette · Merestein · Middelburg · Muiderslot · Nederhorst · Nieuwburg · Nuwendoorn · Oud Haerlem · De Park · Poelenburg · Purmersteijn · Radboud · Huis te Ramp · Reewijk/Rietwijk · Rolland · Ruysdael · Schagen · Huis te Schoten · Sparenwoude · Te Spijk · Swanenburch · Sypesteyn · Tetrode · Teylingerbosch · Torenburg · Velsen · De Vlotter · Vogelenzang · Ter Wijc · Wijdenes · Ypestein · Te Zaanen